# NGC 5951
NGC 5951 este o galaxie spirală situată în constelația Șarpele. A fost descoperită în 19 martie 1787 de către William Herschel. Se află la o distanță de 25,12 de megaparseci de Pământ.